# Dirk Medved
Dirk Medved (Genk, Bélgica, 15 de septiembre de 1968) es un exfutbolista belga que se desempeñó como defensa y que militó en diversos clubes de Bélgica.

## Clubes
| Club                      | País    | Año         |
| ------------------------- | ------- | ----------- |
| K Waterschei SV Thor Genk | Bélgica | 1985 - 1988 |
| KRC Genk                  | Bélgica | 1988 - 1989 |
| KAA Gent                  | Bélgica | 1989 - 1993 |
| Club Brujas               | Bélgica | 1993 - 1997 |
| Standard Lieja            | Bélgica | 1997 - 1999 |

## Selección nacional
Ha sido internacional con la selección de fútbol de Bélgica; donde jugó 26 partidos internacionales y no anotó goles por dicho seleccionado. Incluso participó con su selección, en una sola Copa Mundial. La única copa del mundo en que Medved participó, fue en la edición de Estados Unidos 1994, donde su selección quedó eliminada en los octavos de final, a manos de su similar de Alemania.